# Neoromicia guineensis
Neoromicia guineensis é uma espécie de morcego da família Vespertilionidae. Pode ser encontrada na África Ocidental e Central. Pode representar um complexo de várias espécies similares.
Foi nomeada pelo naturalista português José Vicente Barbosa du Bocage.